# Rosa tibetica
Rosa tibetica — вид рослин з родини розових (Rosaceae); ендемік Тибету.

## Опис
Кущі дрібні. Гілочки злегка зігнуті, голі. Колючки розсіяні або попарні, жовтуваті, прямі, часто змішані зі щетиною. Листки включно з ніжкою ≈ 4 см. Прилистки в основному прилягають до ніжки, вільні частини яйцюваті, краї залозисто-запушені, верхівка гостра; ребра й ніжки рідко залозисто-запушені й коротко колючі; листочків 5–7, довгасті, 1–1.3 × 0.5–0.8 см, знизу залозисто-запушені, зверху голі, основа заокруглена або широко клиноподібна, край пилчастий, зуби часто залозисті верхівково, верхівка округло-тупа. Квітки поодинокі, 3.5–4 см у діаметрі; квітоніжка ≈ 2 см, гола; приквітки яйцюваті, ≈ 1.5 см. Чашолистків 5, яйцювато-ланцетні, знизу ± гладкі, зверху густо-запушені, край цілий або непомітно пилчастий біля верхівки, верхівка хвостата. Пелюстків 5, білі, злегка широко-обернено-яйцюваті, основа клиноподібна, верхівка округло-тупа. Плоди шипшини червоно-коричневі, яйцюваті або кулясті, діаметром 1–1.2 см, голі і гладкі, зі стійкими, прямими чашолистиками.
Період цвітіння: липень — серпень. Період плодоношення: серпень — жовтень.

## Поширення
Ендемік півдня Тибету.
Населяє хвойні ліси, вторинні ліси Populus-Betula; 3800–4000 м.